# Cyril Ellis

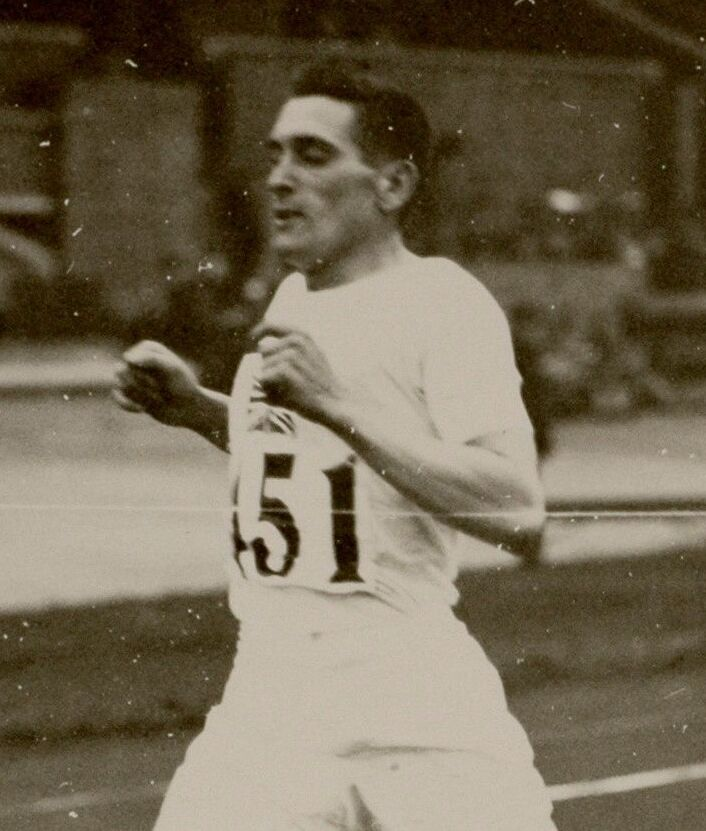
Cyril Ellis (1928)

Cyril Ellis (* 23. Februar 1904 in Mansfield, Nottinghamshire; † 29. März 1973 in Chelmsford) war ein britischer Mittelstreckenläufer.
Bei den Olympischen Spielen schied er über 1500 m 1924 in Paris im Vorlauf aus und wurde 1928 in Amsterdam Fünfter.
Von 1927 bis 1929 wurde er dreimal in Folge Englischer Meister im Meilenlauf und 1929 zudem über 880 Yards.

## Persönliche Bestzeiten
- 880 Yards: 1:54,0 min, 7. September 1929, London (entspricht 1:53,3 min über 800 m)
- 1500 m: 3:57,2 min, 24. Juli 1932, Colombes
- 1 Meile: 4:14,8 min, 2. Juli 1932, London